# Orchestia pyatakovi
Orchestia pyatakovi är en kräftdjursart. Orchestia pyatakovi ingår i släktet Orchestia och familjen tångloppor. Inga underarter finns listade i Catalogue of Life.